# Soyouz TM-22

## Équipage
- Yuri Gidzenko (1) -  Russie
- Sergei Avdeyev (2)-  Russie
- Thomas Reiter (1) de l'ESA -  Allemagne
- Guennadi Manakov (1) -  Russie remplaçant
- Pavel Vinogradov (0) -  Russie remplaçant
- Christer Fuglesang (0) de  l'ESA-  Suède remplaçant

## Points importants
23e expédition vers Mir.